# SN 2007ji
SN 2007ji – supernowa typu Ia odkryta 3 września 2007 roku w galaktyce A003848-0010. W momencie odkrycia miała maksymalną jasność 21,10m.